# 小行星2370
小行星2370（2370 van Altena）是一颗围绕太阳公转的小行星。1965年6月10日，阿諾德·克萊莫拉（Arnold Klemola）在圣胡安省发现了此天体。
該小行星以荷蘭裔美國天文學家威廉·F·范·阿爾特納（William F. van Altena）命名。
这颗小行星的绝对星等为315.6852003829718等。